# Peter R. de Vries
Cet article concerne la personnalité. Pour le meurtre, voir Meurtre de Peter R. de Vries. Pour les articles homonymes, voir de Vries.
Peter Rudolf de Vries est un journaliste néerlandais, né le 14 novembre 1956 à Aalsmeer (Pays-Bas) et mort assassiné le 15 juillet 2021 à Amsterdam. 
À la fois présentateur de télévision, chroniqueur judiciaire et journaliste d'investigation sur la chaîne de télévision privée RTL 4, il est régulièrement invité sur les plateaux de télévision néerlandais pour donner son avis sur divers sujets sociétaux. Spécialisé dans les affaires criminelles, il a aidé à résoudre plusieurs d'entre elles.

## Biographie
Peter R. de Vries grandit à Amstelveen dans une famille de six enfants. Son père, Wouter de Vries est directeur de la fabrique Muiden Chemie.
Il suit l'enseignement secondaire  à Amsterdam-Buitenveldert. Il fait son service militaire en 1976-1977 dans la Force terrestre et est dans la même période un des membres responsable de l'Algemene Vereniging Nederlandse Militairen (nl) (Association générale des militaires néerlandais).   

### Carrière
À partir de mars 1978, Peter R. de Vries travaille à la rédaction du journal De Telegraaf à La Haye. Un an plus tard, il devient spécialiste en affaires criminelles à Amsterdam. 
En 1987, Peter R. de Vries démissionne du journal De Telegraaf et devient rédacteur en chef du magazine hebdomadaire Aktueel. Il en fait un magazine spécialisé dans les affaires criminelles. Il promet ainsi une somme de 100 000 euros pour résoudre l'affaire de Nymphe Poolman, une mineure kidnappée et tuée aux Pays-Bas. Il prend également part au programme Crime Time de Jaap Jongbloed. 
À partir de 1991, Peter R. de Vries travaille comme journaliste indépendant sur les sujets criminels et écrit des articles pour les journaux Panorama et Algemeen Dagblad. Il est connu pour son émission Peter R. de Vries, misdaadverslaggever (Peter R. de Vries, journaliste du crime), diffusée d'octobre 1995 jusqu'en juin 2012,. Dans son émission, il traite des problèmes liés à la criminalité, comme le meurtre, le viol et la pédophilie. Il est parfois parvenu à faire libérer des innocents (par exemple dans le meurtre du parc Schiedam et celui de Puttenensee). 
Peter R. de Vries s'intéresse particulièrement aux affaires anciennes non résolues (cold cases). Il enquête ainsi sur le meurtre de Nicky Verstappen, un garçon de 11 ans, agressé sexuellement et assassiné en 1998. Il intervient aux côtés de la famille de la victime en 2018, lorsque l’affaire connaît de nouveaux rebondissements, et conduit à la condamnation du coupable. 
En 2003, Peter R. de Vries est nommé radiodiffuseur de l'année et en 2008, il remporte un Emmy Award pour son reportage sur la disparition de l’Américaine Natalee Holloway sur l’île d’Aruba et son aide à l'arrestation de Joran Van Der Sloot. 
Il apparaît régulièrement comme témoin devant des tribunaux du fait de son expertise dans certaines affaires criminelles comme le procès de Willem Holleeder en 2003. Willem Holleeder est de nouveau arrêté le 13 décembre 2014 pour avoir menacé le journaliste de mort. Condamné, il met un contrat sur la tête de ses sœurs et de Peter R. de Vries (35 000 € par personne), depuis l'établissement pénitentiaire ultra-sécurisé de Vught où il est incarcéré. 
Depuis qu'il a mis un terme à son émission en 2012, il est régulièrement invité dans des plateaux de télévisions tels que RTL Late Night, Pauw ou RTL Boulevard. 
De 2015 à 2016, Peter R  de Vries présente l'émission Peter R. de Vries : Internetpesters Aangepakt sur le harcèlement en ligne. En 2018, il retourne à la chaîne SBS6 avec l'émission Peter R. de Vries: De Raadkamer. 
Dans les années 2010, il se focalise sur la Mocro Maffia et défend le criminel repenti Nabil Bakkali, principal témoin à charge contre Ridouan Taghi, le criminel mafieux arrêté en 2019. Il est membre d'un cabinet d'avocat avec Khalid Kasem. Ce dernier est accusé d'avoir livré des informations à Ridouan Taghi. Peter R. de Vries décide alors de se retirer du cabinet d'avocats en 2020. Lorsque le frère de Nabil Bakkali est assassiné en pleine rue, et l'avocat du témoin Derk Wiersum également abattu, Peter R. de Vries déclare être lui aussi sur la liste des personnes à éliminer de Ridouan Taghi. 

### Mort
Le 6 juillet 2021, Peter R. de Vries est victime de plusieurs coups de feu, dont un dans la tête, à Amsterdam, à la sortie d'une émission RTL Boulevard,. De Vries, dans un état grave, a été transporté à l’hôpital. Il succombe à ses blessures le 15 juillet 2021 à Amsterdam.

### Vie privée
Peter R. de Vries est marié et a deux enfants. Il est ambassadeur de l'association Meet Kate consistant à financer des toits et des écoles pour les enfants au Ghana. L'association a été fondée par sa fille Kelly de Vries.
À partir de 2014, Peter R. de Vries s'implique dans le football. Avec son fils Royce et l'ancien footballeur Piet Keizer, il gère l'agence PR Sportmanagement BV.

## Affaires criminelles traitées
- Enlèvement de Freddy Heineken en 1983[8]
- Viol et assassinat de Christel Ambrosius en 1994 à Putten
- Affaire Natalee Holloway en 2005
- Assassinat de John F. Kennedy en 2006
- Assassinat de Nicky Verstappen en 2011
- Mocro Maffia et l'organisation de Ridouan Taghi en 2020

## Publications
- (nl) De zaak Heineken (1983)
- (nl) Veronica 25 jaar toonaangevend (1984)
- (nl) Uit de dossiers van commissaris Toorenaar (1985)
- (nl) De ontvoering van Alfred Heineken (1987)
- (nl) Beroep, misdaadverslaggever (1992), (3e éd., 2003)
- (nl) Cipier, mag ik een pistool van u? (1993)
- (nl) Een moord kost meer levens (1994)
- (nl) De moord die nooit mag verjaren, en andere minireportages (2002)
- (nl) Alleen huilebalken hebben spijt (2005)
- (nl) Een crimineel liegt niet altijd ... (2006),
- (nl) De zwanenzang van criminelen en andere reportages, livre audible (2007),
- (nl) De R van rebel (2013)
- (nl) PS: dit is vertrouwelijk... (2018), avec l'avocat Gerard Spong